# .ve
.ve és el domini de primer nivell territorial (ccTLD) de Veneçuela
Es permeten registres sense restriccions, però només al tercer nivell a:
- .arts.ve - institucions artístiques i culturals
- .co.ve - entitats comercials
- .com.ve - entitats comercials
- .info.ve - webs d'informació
- .net.ve - proveïdors de servei de xarxa
- .org.ve - organitzacions sense ànim de lucre
- .radio.ve - emissores de ràdio
- .web.ve - persones

Els següents dominis de segon nivell permeten registres de dominis de tercer nivell amb restriccions:
- .gob.ve / .gov.ve - webs relacionats amb el govern
- .edu.ve - institucions educatives amb adreça a Veneçuela
- .int.ve - institucions internacionals
- .mil.ve - institucions militars veneçolanes
- .tec.ve - Universitat de tecnologia

Es poden utilitzar noms de domini internacionalitzat amb els següents caràcters: á, é, í, ó, ú, ü, i ñ.
Hi ha actius alguns noms de domini directament al nivell dos, com ara: cha.ve, internet.ve, ipv6.ve, nic.ve, etc.